# Bitwa pod Plattsburghiem
Bitwa pod Plattsburghiem – zwana także drugą bitwą na jeziorze Champlain, bitwa rozegrana na jeziorze Champlain oraz lądowa pod miastem Plattsburgh w czasie wojny brytyjsko-amerykańskiej 1812 roku, która odbyła się w trzecim roku wojny 11 września 1814.
1 września wojska brytyjskie wkroczyły na teren USA i posuwając się szybkim marszem osiągnęły miasto Plattsburgh leżące nad jeziorem Champlain. Prowadził je gubernator generalny Kanady George Prevost. Armia brytyjska składała się z 14 tysięcy żołnierzy. Dwuipółtysięczny garnizon opuścił miasto nie podejmując walki i przenosząc się za rzekę, zdecydowany bronić przeprawy. W międzyczasie rozgorzała „bitwa morska” na jeziorze. Amerykanie dzięki znakomitej taktyce i szczęściu odnieśli w niej sukces. Początkowa bitwa skupiała się na wymianie ognia pomiędzy okrętami flagowymi: brytyjskim Confiance i amerykańskim Saratoga. Po pierwszej wymianie ognia wszystkie działa na obu okrętach zostały zniszczone. Obaj kapitanowie rozpoczęli manewr obrotu, lecz sprawniejszymi marynarzami okazali się Amerykanie. Zdołali oddać salwę jako pierwsi i zniszczyć okręt brytyjski. Amerykanie odnieśli sukces w walce z pozostałą częścią floty brytyjskiej, która wkrótce poszła w rozsypkę. W tym samym czasie brytyjskie siły lądowe usiłowały przekroczyć rzekę. Przeprawa była jednak bardzo skutecznie broniona przez Amerykanów. W czasie walk został ranny w stopę sam dowódca brytyjski. Niepowodzenie w bitwie na jeziorze oraz trudności na lądzie skłoniły Prevosta do wycofania się i ostatecznie porzucenia planu inwazji na stan Nowy Jork.